# Guillaume Gouffier
Guillaume Gouffier (* um 1435; † 23. Mai 1495 in Amboise) war ein französischer Adliger des 15. Jahrhunderts. Die Gunst, die König Karl VII. ihm entgegenbrachte, ist ursächlich für den kometenhaften Aufstieg seiner Familie zur Macht, der 1519 in der Erhebung seines Sohnes Artus Gouffier zum Herzog von Roannais gipfelte.
Er war Chevalier, Seigneur de Boisy, Baron de Roannais, de Maulévrier etc., Conseiller und Premier Chambellan des Königs, Seneschall der Saintonge, Gouverneur des Languedoc, dann Gouverneur von Touraine, Hofmeister und Gouverneur des Königs Karl VIII. während dessen Jugend.

## Leben
Guillaume Gouffier war das einzige Kind von Aymeri Gouffier († vor 1436), Seigneur de Roussay, und Marguerite Motier de La Fayette. Am 14. Juni 1436 stand er unter der Vormundschaft seines Onkels Guillaume Gouffier, im Jahr darauf unter der Vormundschaft von dessen Bruder Jean, Seigneur de Bonnivet. Bereits in jungen Jahren trat er in den Dienst des Königs Karl VII., dessen Valet de Chambre er 1444 war.
Am 30. März 1449 erhielt er vom König die Herrschaft Roque-Cervière im Rouergue und am 17. Dezember des gleichen Jahres die Herrschaften Oiron, Rochefort, Le Rougnon, La Chaussée, Champagné-le-Sec und Sonnay bei Chinon, die zuvor der Generalsteuereinnehmer Jean de Barillet, genannt de Saincoins, durch Beschlagnahme verloren hatte. In einem Dokument vom 29. Januar 1450 wird er als Écuyer und Chambellan du Roy bezeichnet. Am 8. April 1450 heiratete er in Tours Louise d’Amboise, Tochter von Pierre d’Amboise, Seigneur de Chaumont, und Anne de Bueil, Schwester von Georges d’Amboise, des späteren Kardinals und Ersten Ministers Ludwigs XII. (Haus Amboise). Am 11. Juni 1451 wurde er zum Seneschall der Saintonge ernannt – und gleichzeitig für einige Jahre vom zugehörigen Eid entbunden, da er sich ohnehin ständig in der Umgebung des Königs befand.
Nach dem Tod Villequiers ernannte ihn der König am 20. November 1454 zu seinem Premier Chambellan. Nach dem Tod Karls VII. im Juli 1461 fiel er aufgrund falscher Beschuldigungen in Ungnade, verlor seine Ämter und den Saincoins-Besitz, woraufhin er sich zum Herzog von Burgund zurückzog. Am 13. Oktober 1465 wurde er rehabilitiert und erhielt den beschlagnahmten Besitz zurück. 1467 wurde er wieder in seine Ämter eingesetzt. Am 15. Juni 1472 heiratete er in zweiter Ehe in Tours Philippe de Montmorency, Dame de Vitry-en-Brie, Tochter von Jean II. de Montmorency, Premier Baron et Grand Chambellan de France, und Marguerite d’Orgemont (Stammliste der Montmorency), Witwe von Charles de Melun, Großmeister von Frankreich. 1477 erhielt er die Herrschaften Traves und Valsou, die den aufständischen Claude und Marc de Toulongeon abgenommen worden waren.
Am 10. Januar 1490 erwarb er von seinem Vetter Jacques Gouffier die Herrschaft Bonnivet. Er testierte am 15. Mai 1495, starb acht Tage später in Amboise und wurde im dortigen Franziskanerkonvent bestattet. Auf seinem Epitaph ist vermerkt, dass er Gouverneur des erstgeborenen Sohnes von König Karl VIII. und Anne de Bretagne war, d. h. von Charles Orland de France (1492–1495), der ein halbes Jahr nach ihm starb.
Seine Witwe Philippe de Montmorency überlebte ihn um knapp 16 Jahre und starb am 15. November 1516 in Chinon.

## Ehe und Familie
Die Kinder von Guillaume Gouffier und Louise d’Amboise sind:
- Françoise († 24. Juni 1466 (neuer Stil) in Boisy)
- Pierre (* um 1461; X 13./14. September 1515 in der Schlacht bei Marignano[3]), Seigneur de Boisy
- Madeleine (* um 1461; † nach 1533), Gouvernante der königlichen Kinder Frankreichs; ⚭ (Ehevertrag 16. Mai 1481 Oiron) René Le Roy, Seigneur de Chavigny et de Baussonière, Conseiller et Chambellan du Roi, Sohn von Guillaume Le Roy, Seigneur de Chavigny et du Chillou, und Françoise de Fontenays
- Jean und Catherine (* vor 1466; † vor 1495)
- Louise († vor 12. Mai 1487), geistlich in Saint-Louis de Poissy

Die Kinder von Guillaume Gouffier und Philippe de Montmorency sind:
- Artus, genannt de Boisy (* 1475; † 13. Mai 1519 in Montpellier), Baron de Passavant, Maulévrier, Roanne, La Mothe-Saint-Romain, Bourg-sur Charente et Saint-Loup, Seigneur de Boisy, Oiron, Villedieu, Valence et Cazamajor, Comte de Caravaggio (Lombardei) (frz. Caravas), 1515–1519 Comte d’Étampes, 3. April 1519 Duc de Roannais (nicht erblich, da beim Parlement nicht eingetragen), 1515 Großmeister von Frankreich, 1516 Gouverneur der Dauphiné; ⚭ (Ehevertrag 10. Februar 1499) Hélène de Hangest († 26. Januar 1537), Dame de Magny, Tochter von Jacques de Hangest, Seigneur de Genlis, de Magny, de la Taulle et de Méricourt, Conseiller et Chambellan du Roi, und Jeanne Marie de Moy – Nachkommen siehe unten
- Louis († 1503), Kanoniker an der Sainte-Chapelle, Abt von Saint-Maixent, Apostolischer Protonotar, Conseiller au Parlement
- Adrien (* um 1479; † 24. Juli 1523[4] in Villedieu-sur-Indre), genannt Cardinal de Boisy, Dekan von Thouars, Abt von Bourgueil, Bourgdieu, Cormery, Saint-Florent de Saumur, Déols, Fécamp und Saint-Nicolas d’Angers, 1509/10–1519 Bischof von Coutances, 1515 Kardinal, 1519 Bischof von Albi, 14. Februar 1515 Kardinal, 1516 Großalmosenier von Frankreich
- Pierre († 8. Januar 1516), geistlich in Cluny, Prior von Longchamps und Saint-Julien-le-Pauvre, Abt von Saint-Denis und Saint-Pierre-sur-Dives, dann von Saint-Maixent
- Guillaume (* 1488; † 24. Februar 1525 in der Schlacht bei Pavia), Seigneur de Bonnivet, de Crèvecœur, de Thais (alias Thois) et de Querdes, 1517 Admiral von Frankreich, genannt l’Amiral de Bonnivet, 1519 Botschafter in England, Oktober 1519 Gouverneur der Dauphiné, Gouverneur von Guyenne; ⚭ (1) (Ehevertrag 14. Juni 1506) Bonaventure du Puy-du-Fou, Tochter von Geofroi du Puy-du-Fou, Seigneur d’Amaillou, und Marguerite de Saint-Gelais; ⚭ (2) 8. Juni 1517 Louise de Crèvecœur, Dame de Crèvecœur, de Thais etc. (* um 1504; † nach 1553), Tochter von François, Seigneur de Crèvecœur, und Jeanne de Rubempré, sie heiratete in zweiter Ehe Antoine de Hallewijn, Seigneur de Piennes – Nachkommen siehe unten
- Aymar († 9. Oktober 1528), Abt von Cluny, Saint-Jouin de Marnes und Lagny, 30. Mai 1517 Abt von Saint-Denis, Bischof von Coutances, 1. August 1523 zum Bischof von Albi gewählt
- Catherine († vor 1506), geistlich in Sainte-Claire de Moulins
- Charlotte, Gouvernante des Enfants de France; ⚭ (Ehevertrag 2. Februar 1503) René de Cossé, genannt le gros Brissac, Chevalier, Seigneur de Brissac (* 1460; † 21. April 1540 in Brissac), Premier Pannetier, Grand Fauconnier, 1505 Bailli de Caux, Gouverneur von Anjou und Capitaine des Schlosses Angers, Gouverneur des Enfants de France, Sohn von Thibault, Seigneur de Cossé, und Felice de Charno – die Eltern der Marschälle Charles I. de Cossé und Artus de Cossé
- Anne, 1529 Gouvernante des Herzogs von Angoulême und dessen Schwestern Madeleine und Marguerite; ⚭ 1. Mai 1507 Raoul Vernon, Seigneur de Montreuil-Bonnin et du Châtelier († 30. September 1516), Grand Fauconnier de France, Sohn von Jacques Vernon, Seigneur de Montreuil-Bonnin et de Crassay, und Peronelle de Liniers